# 煬公 (魯)
煬公（ようこう、生年不詳 - 前987年）は、魯の第3代君主。名は熙、または怡。考公の弟で、考公の後を受けて魯国の君主となった。在位6年。

## 家庭
父親
- 魯公伯禽

兄
- 考公姫酋

子
- 幽公姫宰
- 魏公姫沸

## 紀年
| 魯煬公 | 1年     | 2年     | 3年     | 4年     | 5年     | 6年     |
| ------ | ------- | ------- | ------- | ------- | ------- | ------- |
| 西暦   | 前992年 | 前991年 | 前990年 | 前989年 | 前988年 | 前987年 |
| 干支   | 己丑    | 庚寅    | 辛卯    | 壬辰    | 癸巳    | 甲午    |